# Parc Monceau

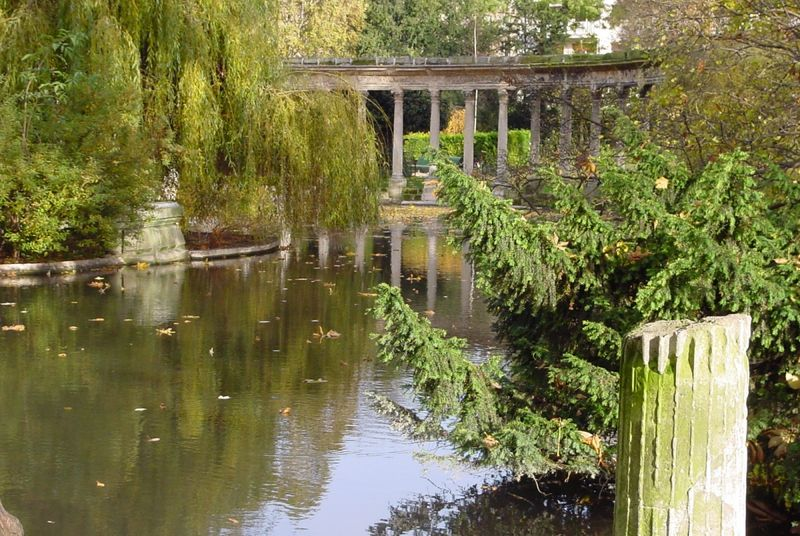
Roserar del parc Monceau

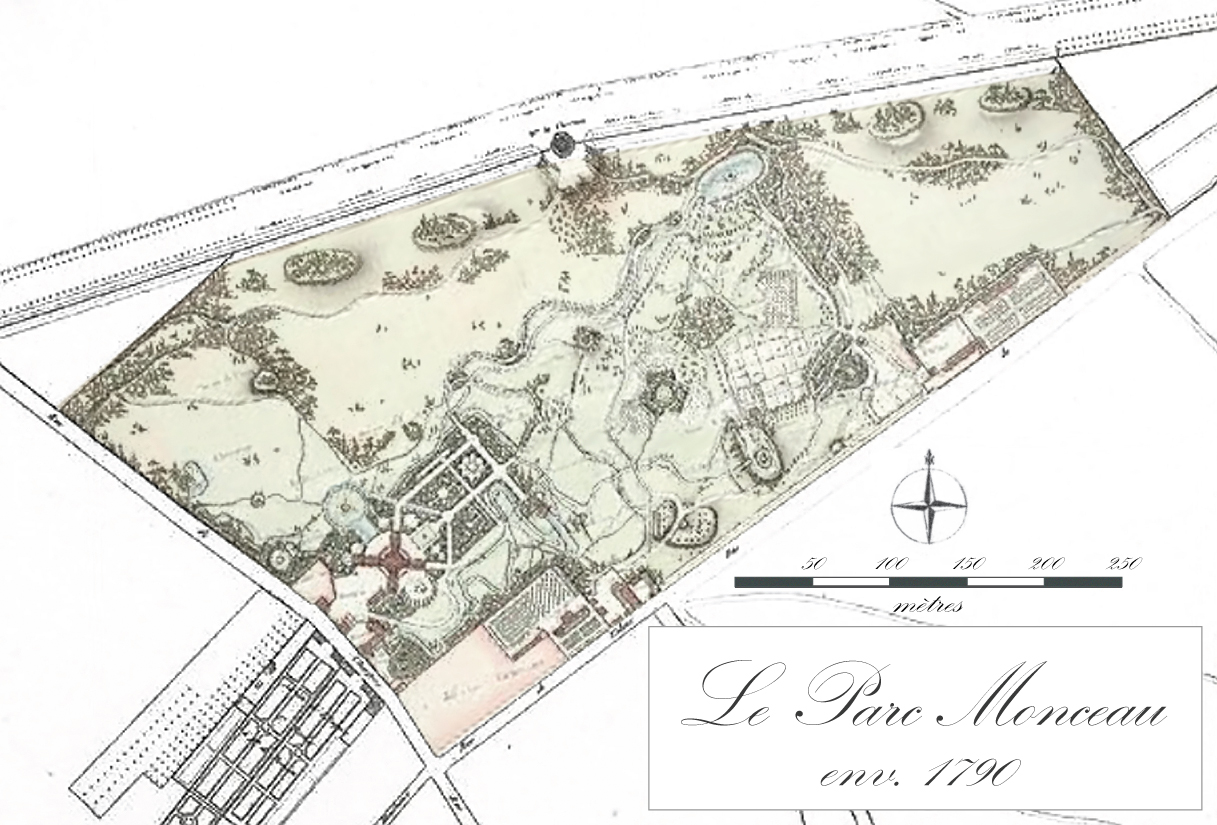
Plànol del Parc Monceau tal com devia ser cap al 1790

El parc Monceau és un jardí de lleure situat al  8è districte de París. El parc fa 1 km de circumferència. És el lloc predilecte de nombrosos aficionats parisencs a les curses a peu. Una tomb complet al parc fa exactament 1107 metres (vorejant l'àrea de joc per a nens, fa 990 metres). El parc comprèn una rotonda, antic pavelló del Mur des Fermiers généraux realitzat per Claude-Nicolas Ledoux. A tocar dels bosquets hi ha les estàtues de marbre d'escriptors i de músics com Guy de Maupassant creada per Verlet, Frédéric Chopin creada per Jacques Froment Thomas, Charles Gounod creada per Antonin Mercié, Ambroise Thomas creada per Alexandre Falguière o Édouard Pailleron creada per Léopold Bernstamm. El parc és envoltat d'immobles de luxe i d'hotels particulars.
Antiga propietat del duc de Chartres, que fa dissenyar per Carmontelle, un «país d'il·lusions» amb granja suïssa, molins holandesos, pagoda, s'alça com una piràmide, ruïnes feudals, temples romans disseminats al llarg de senders accidentats, grups d'arbres i d'illes.
En el moment de la Revolució Francesa, el jardí va ser confiscat i esdevingué bé nacional el 1793; després, tornà a ser propietat de la família d'Orléans sota la Restauració Francesa.
El 1860, la ciutat de París compra el jardí: una part és revenuda al financer Péreire en vista d'una urbanització, mentre que l'altra serà condicionada per Jean-Charles Alphand. Les reixes són de Gabriel Davioud.
Claude Monet va pintar diverses vistes del parc la primavera de 1876 i l'any 1878.